# Бочковець
46°05′ пн. ш. 16°29′ сх. д. / 46.08° пн. ш. 16.49° сх. д.
Бочковець (хорв. Bočkovec) — населений пункт у Хорватії, у Копривницько-Крижевецькій жупанії у складі громади Светі-Петар-Ореховець.

## Населення
Населення за даними перепису 2011 року становило 279 осіб.
Динаміка чисельності населення поселення: